# Chiesa di San Giovanni Battista (Bressana Bottarone)
La chiesa di San Giovanni Battista è la parrocchiale di Bressana, frazione del comune di Bressana Bottarone, in provincia di Pavia e diocesi di Tortona. È situata in Piazza Giovanni XIII, al centro del paese.

## Storia
La chiesa di Bressana fu edificata nel 1844 assieme alla torre campanaria. L'edificio venne ampliato tra il 1922 ed il 1925 costruendo le due navate laterali. La chiesa fu eretta a parrocchiale il 6 febbraio 1953. Da dei documenti della metà degli anni settanta si apprende che questa chiesa era a capo del vicariato di Bressana, a sua volta compreso nella zona pastorale di Casteggio; questa situazione era confermata nel 1989, mentre, al giorno d'oggi, il suddetto vicariato non risulta essere più esistente. Nel 1992 furono realizzati ed installati i nuovi lucernari. Infine, nel 2016 il campanile subì un intervento di ristrutturazione e la chiesa venne ritinteggiata.